# Joakim Wulff
Joakim Wulff (n. Halmstad, Suecia, 6 de febrero de 1979) es un futbolista sueco. Juega de portero y actualmente milita en el Östers IF de la Superettan de Suecia.

## Clubes
| Club           | País   | Año           |
| -------------- | ------ | ------------- |
| Laholms FK     | Suecia | 1998-2007     |
| Falkenbergs FF | Suecia | 2008          |
| IF Elfsborg    | Suecia | 2009-2011     |
| Östers IF      | Suecia | 2011-presente |